# Lónyay András
Lónyay András (naményi) – kállói várkapitány.

## Élete
Apja Lónyay István szatmári és tokaji várkapitány, anyja a Báthori család Szaniszlóffy ágából származó Báthory Kata volt.
öt testvére közül: 
- Zsigmond (1523, 1653) - beregi és krasznai főispán volt
- Kata - Nyáry Bernát neje lett
- János - meghalt 1613-ban, Déva várának kapitánya
- Zsuzsa - Becsky László neje lett
- Anna (1592) - Kapy Zsigmond neje lett

Lónyay András már apjával Lónyay Istvánnal tevékenyen részt vett korának mozgalmaiban, köztük Forgách Zsigmond vezérlete alatt a Báthory Gábor ellen vezérelt hadakban is.
Később mint a hajdúság vezére és kállói várparancsnok szerepelt. Kassán 1608. március 4-én kelt jelentése (Hoffmann György és Barkóczi László társaival) a Bethlen Gáborral való tárgyalásokról és hogy a lázongó hajdúkat a császár hűségére terelte.
Meghalt 1620 körül. Neje Perneszi Erzsébet volt, kitől három gyermekük született:
- András (1625) - Szent-István váradhegyi prépost lett, ki a fennmaradt adatok szerint 1648-ban jelen volt a nagyszombati zsinaton.
- Erzse 1. férje Barkóczy Ferenc, 2. férje Apagyi Miklós volt.
- János † - utód nélkül halt el.

Gyermekei apjuk halála után 1625-ben osztoztak meg a családi birtokokon.